# Asociación caritativa

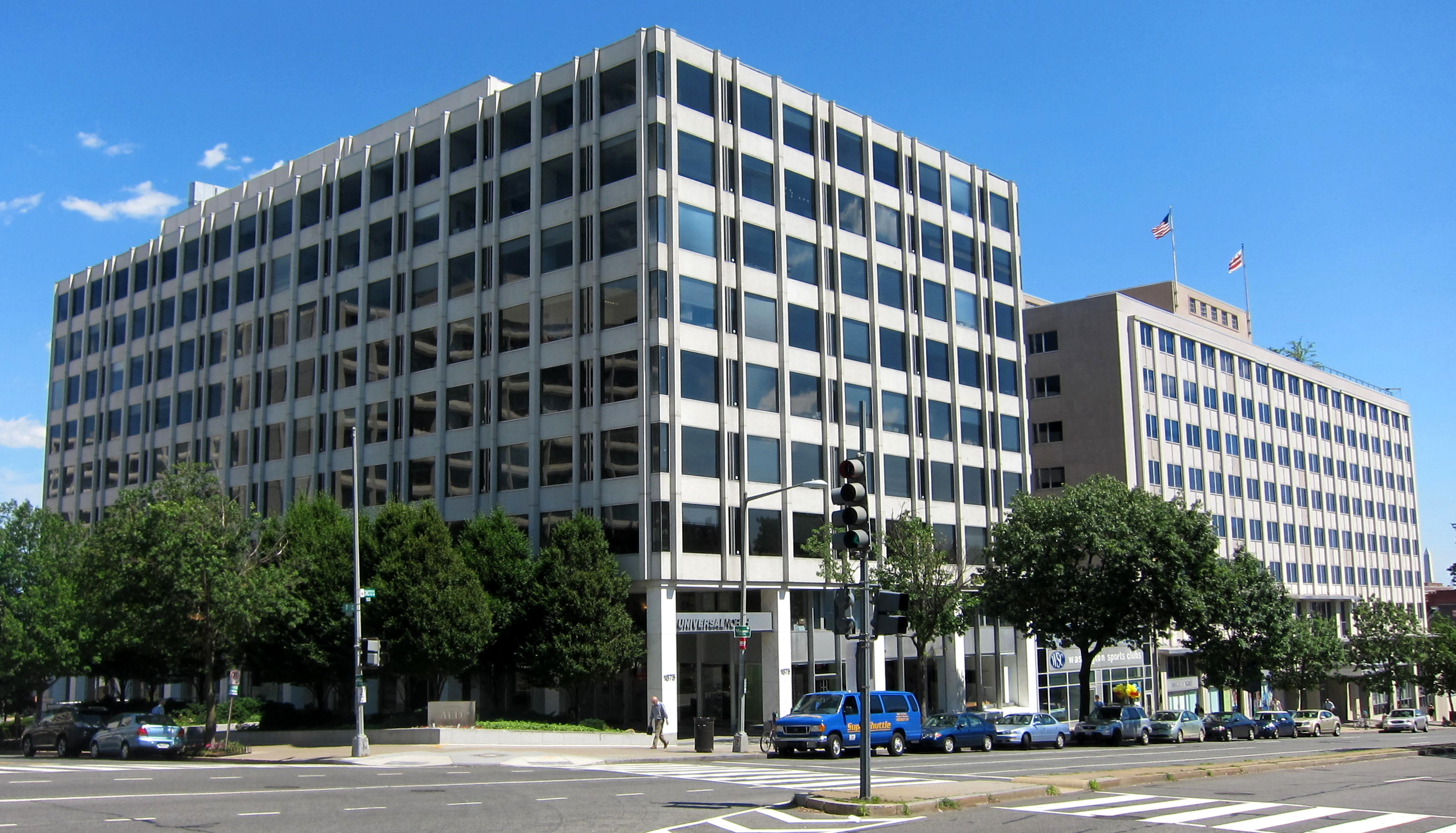
Sede de la Sociedad Estadounidense del Cáncer, en Washington D. C.

Una organización caritativa es una entidad sin ánimo de lucro cuyos objetivos principales son la filantropía y el bienestar social (por ejemplo, actividades educativas, religiosas u otras al servicio del interés público o el bien común).
La definición legal de asociación caritativa es muy variable según los países. En algunos, obedece a ciertos criterios muy precisos que deben verificar las asociaciones. En otros, el concepto mismo de asociación caritativa no existe, son entonces las asociaciones mismas que se autoproclaman caritativas.
Las asociaciones caritativas se agrupan a veces a nivel internacional en organizaciones de un ámbito mayor (véase Organización no gubernamental (ONG)).

## Unión Europea
La Unión Europea reconoce al tejido asociativo un papel muy importante tanto como un complemento de las acciones gubernamentales, así como en términos educativos (educación para la ciudadanía). Sin embargo, aún no le ha otorgado una definición legal al término de asociación caritativa y deja a cada país de la Unión definirlo a su manera. Se encuentran así asociaciones dichas de servicio público, asociaciones caritativas, asociaciones autorizadas o reconocidas. El interés legal de la asociación caritativa es el poder beneficiarse de algunas ventajas fiscales. Se eximen algunas herencias de impuestos y las subvenciones pueden dar lugar a deducción fiscal. Pero el reconocimiento del Estado ofrece también una garantía de seriedad de la asociación y le concede una determinada consagración. 

### Alemania
Se asignan algunas ventajas fiscales a las asociaciones reconocidas de servicio público. Según el código de los impuestos, se reconoce de servicio público toda asociación cuyos estatutos y acciones se inspiran por el altruismo y el interés general. 

### Bélgica
Existe el estatuto de Asociación internacional (AI) en el derecho belga: estatuto exclusivamente conferido a las asociaciones que persiguen objetivos caritativos, religiosos, científicos, artísticos o educativos y sujeto a la ley del 25 de octubre de 1919.

### Dinamarca
No hay definición legal pero sí una autorización concedida por decreto por las autoridades fiscales a algunas asociaciones de vocación caritativa. Esta autorización les permite de exonerarse en el derecho de sucesión y de beneficiarse de ventajas fiscales. 

### Francia
El término de asociación caritativa no existe a nivel legal. Lo que se acerca más es el de asociación de servicio público. Este reconocimiento sigue siendo un poder discrecional del Estado. Varias formas de asociaciones existen y todo el mundo puede formar parte de una asociación a partir de la mayoría de edad: 18 años.

### Grecia
No se concede definición legal pero sí privilegios fiscales a algunas asociaciones filantrópicas, religiosas, sociales, artísticas o educativas. La habilitación la concede el controlador de los impuestos. 

### España
Algunas asociaciones pueden ser reconocidas de servicio público por el Consejo de Ministros, a propuesta del Ministro del Interior. Es necesario para eso respetar algunos criterios (fines de interés general, vigilancia de las cuentas, atribución de más del 70% de las rentas al objetivo caritativo) definidas por la ley sobre las asociaciones de 1964. 

### Irlanda
Para ser reconocida como una asociación caritativa, la asociación debe cumplir algunos criterios (fines educativos, religiosos o caritativos, vigilancia de las cuentas por la inspección de los impuestos, no hay salario a los dirigentes). 

### Italia
Ver la organización de voluntariado.

### Luxemburgo
El estatuto de asociación de interés general se asigna a algunas asociaciones que presentan la demanda al Ministerio de Justicia y que respetan algunos criterios (finalidades filantrópicas, religiosas, científicas, artísticas, pedagógicas). El estatuto es concedido por decreto.

### Reino Unido
En el Reino Unido, a principios de 2005, existían más de 200,000 asociaciones caritativas oficialmente declaradas. Existen también las llamadas excepted charities: organizaciones caritativas que no aparecen registradas como tales. Véase, por ejemplo, el caso de la Universidad de Buckingham.

### Estados Unidos
En los Estados Unidos, existe diferencias de legislación entre las asociaciones caritativas públicas y privadas.